# استفان زوبار
استفان زوبار (فرانسوی: Stéphane Zubar‎؛ زادهٔ ۹ اکتبر ۱۹۸۶) بازیکن فوتبال اهل فرانسه است.
از باشگاه‌هایی که در آن بازی کرده‌است می‌توان به بری، ای‌اف‌سی بورنموث، کان، پلیموث آرگیل، یورک سیتی، و پورت ویل اشاره کرد.
وی همچنین در  تیم ملی فوتبال جزیره گوادلوپ بازی کرده‌است.